# 조시 해밀턴
조시 홀트 해밀턴(영어: Joshua Holt Hamilton, 1981년 5월 21일 ~ )은 전 미국 메이저 리그 텍사스 레인저스의 외야수이다.

## 어린 시절
해밀턴은 1981년 5월 21일 노스캐롤라이나 주 롤리에서 태어났습니다. 스코틀랜드 유산의 대부분을 보유한 해밀턴은 자신이 태어난 마을에서 자랐으며 리틀 리그 야구를 했습니다. 해밀턴은 롤리에 있는 아테네 드라이브 고등학교에 다녔으며 그곳에서 투수와 외야수로 활약했습니다. 고등학교 3학년 때 해밀턴은 6.7초 만에 60야드를 주파했고, 그의 가장 최근 투구는 시속 97마일로 달렸습니다. 해밀턴은 고등학교 야구에서 4년 동안 타율 .529, 홈런 13개, 도루 20개, 타점 35개를 기록했습니다. 해밀턴은 원래 노스캐롤라이나 주립대학에서 대학 야구를 할 계획이었으나 물러나 대신 1999년 메이저 리그 야구 드래프트에 참석하기로 결정했습니다.

## 야구 경력

### 초기 경력
1999년 메이저 리그 야구 드래프트에서 해밀턴은 1라운드 전체 1순위로 탬파베이 데블레이스에 지명되었습니다. 해밀턴은 396만 달러의 계약 보너스를 제공하는 팀과 계약을 맺었습니다. 1999년을 시작하기 위해 해밀턴은 루키 리그 레벨인 애팔래치아 리그의 프린스턴 데빌 레이스에서 뛰었습니다. 56경기를 치른 후 해밀턴은 싱글 A 하위 수준인 허드슨 밸리 레니게이드 로 승격되어 팀이 첫 번째 뉴욕-펜 리그 우승을 차지하도록 도왔습니다. 2000년 해밀턴은 남대서양 리그의 상위 A급 찰스턴 리버독스 에서 시즌을 시작했습니다. 리버독스에서 근무하는 동안 해밀턴은 타율 .301, 홈런 13개, 타점 61개를 기록했습니다. 이러한 노력으로 해밀턴은 다른 마이너리그 유망주들이 출전하는 올스타전의 마이너리그 버전인 퓨처스게임에 출전하게 됐다. 퓨처스 경기에서 해밀턴은 2개의 3루타를 치고 2득점을 기록하며 최우수 선수로 선정되었습니다. 게다가 해밀턴의 부모는 아들이 야구하는 모습을 지켜보기 위해 직장을 쉬기 시작했습니다.
2001년 2월, 해밀턴과 그의 어머니 린다는 교통사고로 부상을 입었습니다. 린다 는 집으로 돌아왔지만 조롱 는 허리가 아파서 야구도 못하고 현금도 부족하고 처음으로 부모님의 감독도 받지 못하는 상황에 처해 있었습니다. 해밀턴은 스무 살이 되었을 때 처음으로 술을 한 모금 마셨습니다. 법에 따르면 그러한 술을 마시려면 스물한 살이 되어야 합니다. 어느 날 그는 문신 가게에서 술을 마시고 마약을 복용하는 모습이 목격되었습니다. 약물 남용의 탄생으로 인해 해밀턴의 야구 시간은 제한되었습니다. 그는 2001년에 싱글A와 더블A 레벨을 오가며 45경기만 뛰었다. 2002년 해밀턴은 발전된 싱글A 베이커스필드 블레이즈베이커스필드 블레이즈에서 시즌을 보냈으며 타율 .303, 9홈런, 44타점을 기록했습니다. 그의 시즌은 계속되는 발가락과 목 부상으로 인해 조기 종료되었습니다.
2003년 초, 해밀턴이 약물 테스트에 실패한 것으로 밝혀졌습니다. 스프링캠프가 진행되면서 연습에 지각하는 일이 잦아 팀의 마이너리그 캠프로 재배치됐다. 그는 팀을 떠나 여러 차례 재등장했으나 결국 개인적인 사정으로 남은 시즌을 쉬게 됐다. 2004년, 메이저 리그 팀이 되기를 희망했던 해밀턴은 또 다른 약물 테스트에 실패하여 무급 30경기 출장 정지를 받아야 했습니다. 두 번 더 약물 테스트에 실패한 후 리그는 남은 시즌 동안 해밀턴을 정지했습니다.
2004년부터 2006년까지 해밀턴은 재활을 위해 여러 차례 시도를 했기 때문에 야구를 전혀 하지 않았습니다. 2005년 초, 해밀턴은 친구의 트럭 앞 유리를 깨뜨린 혐의로 체포되었습니다. 결과적으로 악마 광선 는 해밀턴이 개인 행동 정책을 위반했다는 이유로 해밀턴을 제한 목록에 올렸습니다. 2006년 해밀턴은 또 다른 약물 테스트에 실패하여 2006년 시즌 전체 출전 정지 처분을 받았습니다. 해밀턴은 출전 정지 기간 동안 플로리다에서 야구 아카데미를 운영하던 전 마이너리그 외야수이자 감독이었던 로이 실버를 만났다. 해밀턴이 야구로 복귀하고 싶어한다는 소식을 듣고 실버는 해밀턴이 그곳에서 일하기로 동의하면 자신의 시설을 사용할 것을 제안했습니다. 그곳에서 몇 달을 보낸 후 해밀턴은 독립 리그의 야구 팀에 입단하겠다고 발표했지만 메이저 리그 야구를 포함한 다른 리그의 정학 처분이 내려지면서 거절당했습니다.

### 신시내티 레즈
출전 정지가 임박했기 때문에 해밀턴은 기본적으로 룰 5 드래프트에 의해 보호받을 수 없었습니다. 신시내티 레즈는 선수의 권리와 이전 팀 선택 비용을 충당하기 위해 팀이 $100,000의 수수료를 지불하도록 요구하는 규칙 5 드래프트에서 해밀턴을 인수했습니다. 해밀턴은 스프링 트레이닝에서 .403의 타율을 기록하며 뛰어난 성적을 거두었지만, 여전히 40인 명단에 들었음에도 불구하고 시즌을 시작하기 위해 트리플 A로 선택되었습니다.
수년간의 혼란과 약물 남용 끝에 해밀턴은 마침내 2007년 4월 2일 메이저 리그 데뷔를 했습니다. 그의 첫 번째 타석 등장으로 인해 라이닝 아웃이 발생했지만 좌익수로 경기에 남아있었습니다. 그의 첫 경력 시작은 2007년 4월 10일 좌익수에서 이루어졌으며, 그곳에서 그는 에드가 곤잘레스 를 상대로 메이저 리그 첫 홈런을 쳤습니다. 그는 다음 경기에서 또 다른 홈런을 쳐 4월 내셔널 리그 이달의 신인상을 받았습니다.
5월 22일 해밀턴은 위장염으로 인해 부상 예비군에 배치되었습니다. 그는 6월 5일에 복귀했으나 왼쪽 손목을 삐고 7월 12일 부상을 입어 예비군으로 돌아왔다. 해밀턴은 외야 세 부분 모두에서 선발 투수로 90경기에 출전해 타율 .292, 19홈런, 47타점을 기록했다. 그는 내셔널 리그 올해의 신인상 후보에 올랐고, 결국 밀워키 브루어스의 라이언 브라운이 우승했습니다.

### 텍사스 레인저스 - 첫 번째 실행
2007년 12월 21일 레즈는 에딘손 볼케즈 및 대니 헤레라와 교환하여 해밀턴을 텍사스 레인저스로 트레이드했습니다.

#### 2008
뛰어난 봄 훈련을 마친 후 해밀턴은 쉽게 선발 중견수로 지명되었습니다. 그는 타율 .330과 32타점을 기록하며 4월 이달의 아메리칸 리그 선수가 되었습니다. 그는 또한 5월에 아메리칸 리그 이달의 선수상을 수상하여 메이저 리그 역사상 처음으로 몇 달 연속 이달의 선수상을 수상한 선수가 되었습니다. 7월 9일 해밀턴은 프란시스코 로드리게스를 상대로 생애 첫 홈런을 쳤다.
해밀턴은 올스타전과 홈런 더비에도 참가하도록 지명되었습니다. 해밀턴이 홈런 더비에서 친 가장 긴 홈런은 약 518피트였지만 최종 라운드에서 미네소타 트윈스 1루수 저스틴 모르노에게 패했다.
8월 17일, 해밀턴은 베이스가 장전되는 동안 의도적으로 볼넷을 냈고, 이는 메이저 리그 역사상 이 위업을 달성한 여섯 번째 선수가 되었습니다. 해밀턴은 타율 0.304, 32홈런, 130타점으로 올해를 마쳤다. 그는 외야수로서 실버슬러거상을 수상했다.

#### 2009
2009년 해밀턴은 부상으로 인해 어려움을 겪었지만 여전히 좋은 활약을 펼칠 수 있었습니다. 5월 15일 460피트를 이동하는 홈런을 친 후 해밀턴은 중견수에서 필사적으로 도약하여 하위 켄드릭 의 홈런을 거부했습니다. 반동으로 인해 해밀턴은 복부 긴장을 겪었고 부상당한 예비군에 배치되었습니다. 그는 복부가 찢어진 사실을 밝혀 지난 6월 9일 수술을 받았고, 최소 6주 동안 결장했다. 부상에도 불구하고 해밀턴은 올해의 올스타 경기에 출전하도록 선정되었습니다. 8월에는 해밀턴이 지난 1월 애리조나의 한 술집에서 술에 취해 아내를 제외한 여성들과 의심스러운 포즈로 사진을 찍는 것으로 알려졌습니다. 해밀턴은 나중에 사과했고, 리그는 그가 리그의 개인 행동 정책을 위반했다는 충분한 증거가 없었기 때문에 그를 징계하지 않기로 결정했습니다.
해밀턴은 타율 0.268, 10홈런, 54타점으로 올해를 마쳤다.

#### 2010
2010년 해밀턴은 훌리오 보르본이 팀에 합류한 이후 좌익수로 선발 출전했다. 올스타 브레이크 이전 해밀턴은 .346의 타율을 기록하며 디트로이트 타이거스의 미구엘 카브레라와 함께 리그 공동 선두를 기록했습니다. 그는 다시 한 번 올스타전에 이름을 올렸습니다. 해밀턴은 8월 27일 시즌 24번째 단일경기 3안타를 기록하며 팀 신기록을 세웠다. 9월 4일, 해밀턴은 도약하여 외야 벽에 부딪힌 후 부상을 입고 경기를 떠났습니다. 해밀턴은 10월 1일 라인업에 복귀했고 다음날 홈런을 쳤다.
.359의 타율을 기록하며 메이저 리그 선두를 달리며 해밀턴에게 아메리칸 리그 타율 타이틀을 안겨주었습니다. 해밀턴은 시리즈 동안 4홈런과 7타점을 기록하며 아메리칸리그 챔피언십 시리즈에서 가장 가치 있는 선수로 선정됐다. 이로써 레인저스는 처음으로 월드시리즈 진출의 길을 열었지만, 월드시리즈 도중 해밀턴이 홈런으로 10타수 1안타를 기록했고, 레인저스는 결국 샌프란시스코 자이언츠에게 시리즈 패배를 당했다.

#### 2011
2월 10일 해밀턴은 중재를 피하면서 레인저스와 2,400만 달러 상당의 새로운 2년 계약을 체결했습니다. 4월 10일 해밀턴은 홈 베이스에서 경기 도중 부상을 입었고 나중에 오른쪽 상완골 골절로 판명되었습니다. 부상당한 예비군에서 한 달을 보낸 후 해밀턴은 5월 23일에 돌아왔습니다. 그는 다시 한 번 올스타 팀에 지명되었습니다.
해밀턴은 타율 .298, 홈런 25개, 희생플라이 10개, 고의사구 13개로 올해를 마쳤다.

#### 2012
해밀턴은 2월 2일에도 여전히 술을 마시고 있음을 인정했고, 다음날 기자회견을 열어 자신의 행동에 대해 사과했다. 4월 한 달 동안 해밀턴은 .395의 타율을 기록했고 이달의 아메리칸 리그 선수로 선정되었습니다. 5월 8일, 해밀턴은 메이저 리그 역사상 단 한 경기에서 4홈런을 친 16번째 선수가 되었습니다. 해밀턴은 5시즌 연속 올스타전에 선정됐다. 해밀턴은 리그 웹사이트 투표에서 1,100만 표를 얻어 프리퀄 시즌의 호세 바티스타의 이전 기록인 740만 표를 넘어섰습니다. 결국 이 기록은 2015년 조시 도날드슨조쉬 도날드슨이 그해 1,400만 표를 얻었습니다.
해밀턴의 최근 기여에도 불구하고 그의 성적은 6월 1일부터 7월 29일까지 타율이 .190에 불과하면서 악화되기 시작했습니다. 전체적으로 그의 2012년은 타율 .285, 43홈런, 128타점으로 끝났다. 그는 외야수로서 또 다른 실버 슬러거 상을 받았으며 아메리칸 리그 최우수 선수 투표에서 5위를 차지했습니다.

### 로스앤젤레스 에인절스 오브 애너하임
2012년 12월 13일, 해밀턴은 로스앤젤레스 에인절스 오브 애너하임과 1억 2,500만 달러 상당의 5년 계약을 체결했으며, 이는 이틀 후 공식화되었습니다.
2013년 에인절스에서의 첫 시즌인 해밀턴의 숫자는 과거 레인저스에서의 재임 기간에 비해 감소했습니다. 결과는 타율 .250, 홈런 21개, 타점 79점을 기록했다. 2014년 해밀턴은 엄지손가락과 어깨 부상으로 어려움을 겪었습니다. 그는 2014년 89경기에 출전해 타율 .263, 10홈런, 44타점으로 한 해를 마감했다.
2015년 2월, 해밀턴은 분리와 견봉쇄골 관절을 교정하기 위해 왼쪽 어깨 수술을 받았습니다. 회복 과정에서 해밀턴의 약물복용이 재발했다는 사실이 밝혀졌고, 이를 리그에 자발적으로 신고했다. 외부 중재인은 해밀턴의 최근 행동이 리그 규정을 위반하지 않았으므로 해밀턴을 출전 정지시킬 수 없다고 선언했습니다. 그러나 엔젤스의 구단주인 아르테 모레노는 해밀턴이 팀으로 복귀하는 것을 원하지 않으며 선수를 트레이드할 수 있는 옵션이 있다고 말했습니다.

### 텍사스 레인저스 – 남은 기간
2015년 4월 27일, 엔젤스는 현금을 대가로 해밀턴을 텍사스 레인저스로 트레이드했으며 선수는 나중에 발표될 예정입니다. 해밀턴은 부상당한 예비 선수로 시즌을 시작했고 재활 임무를 위해 미성년자로 선택되었습니다. 그는 5월 24일 메이저리그에 복귀했다. 하지만 해밀턴은 전성기 시절의 모습이 아니었고 2015년에는 50경기에 그쳤습니다. 그는 2015년을 .253의 타율과 8개의 홈런으로 마무리했습니다.
2016년 해밀턴은 9개월 만에 세 차례 무릎 수술을 받았다. 그 결과 그는 1년 내내 메이저리그에 진출하지 못했다. 레인저스는 2016년 8월 23일 해밀턴을 방출했습니다.
2017년 1월 16일 해밀턴은 1루수에 도전할 의도로 레인저스와 마이너 리그 계약을 체결했습니다. 계약한 지 한 달이 지났지만 해밀턴은 이전에 세 번의 수술을 받은 왼쪽 무릎에 여전히 불편함을 겪고 있었습니다. 무릎 연골이 찢어졌고 불편함을 완화하기 위해 4차 수술이 필요하다는 것이 분명해졌습니다. 레인저스는 왼쪽 무릎이 회복 과정에 있는 동안 오른쪽 무릎에 부상을 입었다는 사실을 밝힌 후 2017년 4월 21일 해밀턴을 석방했습니다.

## 경력
- 3년 연속 올스타전 참가 (2008년 ~ 2010년)
- 볼티모어 상대 한경기 4홈런 (2012년)

## 연도별 타격 성적
| 연 도     | 소 속     | 경 기 | 타 석 | 타 수 | 득 점 | 안 타 | 2 루 타 | 3 루 타 | 홈 런 | 루 타 | 타 점 | 도 루 | 도 루 자 | 희 생 번 | 희 생 플 | 볼 넷 | 고 4 | 사 구 | 삼 진 | 병 살 타 | 타 율 | 출 루 율 | 장 타 율 | O P S |
| --------- | --------- | ----- | ----- | ----- | ----- | ----- | ------- | ------- | ----- | ----- | ----- | ----- | -------- | -------- | -------- | ----- | ---- | ----- | ----- | -------- | ----- | -------- | -------- | ----- |
| 2007년    | CIN       | 90    | 337   | 298   | 52    | 87    | 17      | 2       | 19    | 165   | 47    | 3     | 3        | 0        | 2        | 33    | 4    | 4     | 65    | 6        | .292  | .368     | .554     | .922  |
| 2008년    | TEX       | 156   | 704   | 624   | 98    | 190   | 35      | 5       | 32    | 331   | 130   | 9     | 1        | 0        | 9        | 64    | 9    | 7     | 126   | 8        | .304  | .371     | .530     | .901  |
| 2009년    | TEX       | 89    | 365   | 336   | 43    | 90    | 19      | 2       | 10    | 143   | 54    | 8     | 3        | 0        | 4        | 24    | 2    | 1     | 79    | 5        | .268  | .315     | .426     | .741  |
| 2010년    | TEX       | 133   | 571   | 518   | 95    | 186   | 40      | 3       | 32    | 328   | 100   | 8     | 1        | 1        | 4        | 43    | 5    | 5     | 95    | 11       | .359  | .411     | .633     | 1.044 |
| 2011년    | TEX       | 121   | 538   | 487   | 80    | 145   | 31      | 5       | 25    | 261   | 94    | 8     | 1        | 0        | 10       | 39    | 13   | 2     | 93    | 8        | .298  | .346     | .536     | .882  |
| 2012년    | TEX       | 148   | 636   | 562   | 103   | 160   | 31      | 2       | 43    | 324   | 128   | 7     | 4        | 0        | 9        | 60    | 13   | 5     | 162   | 9        | .285  | .354     | .577     | .930  |
| 2013년    | LAA       | 151   | 636   | 576   | 73    | 144   | 32      | 5       | 21    | 249   | 79    | 4     | 0        | 0        | 9        | 47    | 4    | 4     | 158   | 16       | .250  | .307     | .432     | .739  |
| 2014년    | LAA       | 89    | 381   | 338   | 43    | 89    | 21      | 0       | 10    | 140   | 44    | 3     | 3        | 0        | 6        | 32    | 5    | 5     | 108   | 2        | .263  | .331     | .414     | .745  |
| 통산：8년 | 통산：8년 | 977   | 4168  | 3739  | 587   | 1091  | 226     | 24      | 192   | 1941  | 676   | 50    | 16       | 1        | 53       | 342   | 55   | 33    | 886   | 65       | .292  | .352     | .519     | .871  |

- 2014년 기준

## 개인 생활

### 가족
해밀턴은 2004년부터 2015년까지 케이티 채드윅과 결혼했습니다. 케이티의 아버지인 마이클 채드윅은 해밀턴이 약물 남용에서 벗어날 수 있도록 도와주었습니다. 그러나 2015년 해밀턴이 재발했을 때 케이티는 이를 발견하고 이혼 소송을 제기했습니다. 이들 부부에게는 세 명의 딸이 있고, 케이티에게는 이전 관계에서 낳은 또 다른 딸이 있습니다.

### 물질 남용
2001년 초, 해밀턴과 그의 부모는 교통사고로 부상을 입었습니다. 해밀턴은 교통사고 후유증을 극복하기 위해 마약과 술에 의지했습니다. 그는 할머니 메리 홀트메리 홀트를 만난 후 잠시 약물 남용을 중단했습니다. 2003년 해밀턴은 약물 검사에 실패하여 그해 마이너 리그에서 야구 경기 횟수를 제한했습니다. 2004년 해밀턴은 또 다른 약물 테스트 실패로 인해 30일간 무급 야구 출전 정지 처분을 받았습니다. 두 번 더 약물 테스트에 실패한 후 해밀턴은 2004년 남은 기간 동안 야구를 하지 않았습니다.
2004년부터 2006년까지 해밀턴은 야구를 하지 않았고 결국 로이 실버가 운영하는 플로리다 기반 아카데미에서 훈련을 받았습니다. 해밀턴은 2006년부터 아카데미에서 일하기 시작하여 욕실 청소, 들판 긁어 모으기 및 기타 관리 업무를 맡았습니다. 해밀턴은 아카데미에서 대부분의 밤을 시설 사무실의 에어 매트리스에서 자며 보냈습니다.
해밀턴이 야구로 복귀했을 때 리그의 약물 남용 정책 조항을 준수하기 위해 일주일에 최소 3번 소변 샘플을 제출해야 했습니다. 그러나 2009년 해밀턴이 약물 남용을 재발했다는 사실이 밝혀졌습니다. 그는 애리조나주 템피의 한 나이트클럽에서 셔츠를 입지 않은 채 여러 여성과 함께 회전하는 모습이 목격됐다. 고객들은 해밀턴이 술을 마시는 것을 목격했고 그가 코카인을 얻기 위해 스트립 클럽에 가는 계획을 우연히 들었습니다. 사진이나 기타 자료에는 해밀턴이 불법 약물을 복용했다는 증거가 나와 있지 않았습니다. 이 장면 이후 해밀턴은 술에 취한 후 그날 밤에 대한 기억이 거의 없으며 메이저 리그 야구는 사건 이틀 후 해밀턴에게 불법 약물에 대한 테스트를 계획했고 그는 그 테스트를 통과했다고 인정했습니다.

## 법적 문제
2019년 10월 30일, 해밀턴은 아동 학대 혐의로 체포되었습니다. 해밀턴은 큰 딸과 다툼을 벌였던 것으로 밝혀졌는데, 해밀턴이 딸을 향해 의자를 던지고 딸을 침실로 데려가 침대에 눕힌 뒤 허벅지를 주먹으로 때리자 딸은 결국 육체적으로 변했습니다. 사건 당시 해밀턴은 술에 취해 있었던 것으로 추정된다. 그는 $30,000의 보석금을 내고 감옥에서 풀려났지만 무모한 아동 학대 혐의로 기소되었습니다.
2022년 2월 22일, 해밀턴은 무모한 아동 학대 혐의로 유죄 판결을 받았고, 혐의는 경범죄로 축소되었습니다. 그는 500달러의 벌금과 법적 수수료를 지불하고 1년의 보호관찰을 받으라는 명령을 받았습니다. 그는 또한 20시간의 지역사회 봉사, 분노 관리 수업, 부모 안전 교육을 이수해야 했습니다. 보호관찰 기간 동안 해밀턴은 무기, 마약, 술을 소지하는 것이 허용되지 않았습니다. 해밀턴은 요건을 충족했고 그에 대한 혐의는 기각되었습니다.

## 같이 보기
- 메이저 리그 베이스볼 최우수 선수상